# (Sittin’ On) The Dock of the Bay
„(Sittin' On) The Dock of the Bay” je soul pjesma koju su 1967. zajedno napisali američki pjevač Otis Redding i gitarist Steve Cropper, a Redding je potom snimio kao singl nekoliko dana prije smrti. Njegov izdavač se ispočetka protivio snimanju, smatrajući da melankolični tekst o gledanju brodova u luci San Francisca i „gubljenju vremena” neće privući publiku. Singlica je izdana početkom 1968. godine, nedugo nakon Reddingove pogibije u zrakopolovnoj nesreći. Dock of the Bay je došao na prvo mjesto američke top-liste singlice, a kasnije je proglašen jednom od najvažnijih i najuspješnijih pjesama u povijesti američke zabavne glazbe. Obradili su je mnogi poznati izvođači, među kojima su Waylon Jennings i Willie Nelson.